# FC Esperia Viareggio
FC Esperia Viareggio is een Italiaanse voetbalclub uit Viareggio. De club werd opgericht in 1919 als Viareggio Calcio. In 2003 veranderde de naam in FC Esperia Viareggio. De club trok zich, vanwege financiële redenen,  in 2014 terug uit de Lega Pro. in 2017 eindigde de club als 11e in de Terza Categoria Lucca (nivo 9) en schreef daarna niet meer in voor de competitie. Het is nu alleen nog actief met jeugdelftallen.

## Bekende (ex-)spelers
- Antonio Di Natale
- Luciano Spalletti